# 壺侍
壺侍（つぼざむらい）は佐賀県観光PRキャラクター。大昔、武士の家の息子に生まれたが遊んでいてうっかり水色の有田焼の中に入ってしまい、現代の日本に来た。特技は壺ポーズと変顔のいないいないばぁ、友達は壺にゃん。